# Kanton Le Mans-Ouest
Der Kanton Le Mans-Ouest war von 1982 bis 2015 ein französischer Wahlkreis im Arrondissement Le Mans, im Département Sarthe und in der Region Pays de la Loire.

## Geografie
Auf dem Gebiet des Kantons Le Mans-Ouest lagen unter anderem der Binnenhafen von Le Mans, das höchste Gebäude des Départements und die Mediathek. Größtes Quartier auf Kantonsgebiet ist das Stadtviertel Ardriers.
Der Kanton lag im Zentrum des Départements Sarthe. Er grenzte im Westen an den Kanton Allonnes, im Norden an den Kanton Le Mans-Nord-Ouest, im Osten an die Kantone Le Mans-Centre und Le Mans-Ville-Est und im Süden an den Kanton Le Mans-Sud-Ouest.

## Gemeinden
Der Kanton bestand aus einigen Stadtvierteln im Westen der Stadt Le Mans.

## Geschichte
Der Kanton Le Mans-Ouest entstand bei der Neugliederung der Kantone in der Region Le Mans im Jahr 1982.